# 니시무라 신고
니시무라 신고(일본어: 西村眞悟, 1948년 7월 7일-)는 오사카부 사카이시 태생의 일본의 정치인이다. 소속은 일본유신회. 원래 직업은 변호사로서, 중의원 6선 의원이다.
과거 민주당 시절, 당의 색깔이 중도성향인 것과는 반대로 자민당의 이시하라 신타로에 버금가는 극우주의자에 마초인 것으로 알려졌다. 자당 대표를 역임한 오카다 가츠야 의원이 고이즈미 준이치로 총리의 신사참배를 비판하자, "중국을 대변하는 놈이 총리가 될리가 없지. 슈퍼마켓이나 경영하라고 그래"고 한 발언, 사민당의 여성의원인 쓰지모토 기요미 의원과 언쟁중에 "너따위는 강간하지 않을테니 안심해"라는 성차별적 폭언, "우리 일본인은 솔직하게 말해서 한국인이 싫다" 등의 발언이 대표적이다.
2006년 총리대신 지명선거에서는 자당 대표인 오자와 이치로 후보 대신 자민당의 아베 신조에게 투표하였다. 〈북조선에 납치된 일본인을 조기에 구출해내기위해 행동하는 의원연맹〉의 간사장이며, 일본군성노예 관련 규탄결의인 미하원결의안 121호에 반대하는 의원이다. 2007년에는 변호사법 위반혐의로 오사카 지방법원으로부터 징역 2년에 집행유예 5년의 유죄판결을 받았다. 또한 야쿠자와 연관되어 있다는 조직범죄혐의도 받았으나, 이에 대해서는 무죄가 선고되었다.
2013년에는 일본유신회 모임에서 "일본에는 매춘부가 득실거린다.", "오사카의 번화가에서 '너 한국인, 위안부지?'라고 말해주면 된다." 등을 발언했다. 직후 당시 동석했던 의원으로부터 한국이라는 특정 국가를 지칭한 것에 대해 철회하라는 요구를 받았고, 니시무라는 이후 발언 철회를 하며 자신으로 인해 당에 민폐를 끼쳤다며 일본유신회에 탈당서를 제출했다. 한편, 일본유신회의 마쓰이 이치로 간사장은 니시무라 의원에 대해 "절대 이해할 수 없는 발언이다. 우리 그룹에서 같이 있을 수 없다."면서 니시무라 의원을 탈당서 수리가 아닌 제적할 방향으로 검토하고 있다고 밝혔다.

## 주요 저서
《누가 나라를 망치는가 야스쿠니,헌법,사죄외교》